# Diogo Dias
Diego Dias (n. 1450, Algarve, Portugalia – d. 1500) a fost un navigator și explorator portughez, fratele lui Bartolomeo Diaz.

## Biografie
Se știu puțin despre viața lui Diogo Dias înainte de călătoriile sale de explorare. El a fost probabil un descendent al lui João Dias, care a navigat în jurul Capului Bojador împreună cu Gil Eanes în 1434, sau al comerciantului și exploratorului Dinis Dias, care, în 1444, a fost primul european care a ajuns, sub pavilionul lui Henric Navigatorul, în cel mai vestic punct al Africii continentale, Cabo Verde, în prezent în Senegal, și a descoperit Terra dos Guineus (azi Guineea-Bissau). În plus, unele referințe istorice nu sunt clare. La fel nu este clar dacă Diogo Dias, care a fost numit interpret într-o scrisoare a cancelariei regale către Alfonso al V-lea în 1465, a fost navigatorul și exploratorul portughez de mai târziu (ar fi avut doar 15 ani în acel an). De asemenea, lumea i se adresează în diverse texte ca Pedro sau Pêro Dias sau Diaz. Este cert că Diogo Dias aparținea nobilimii inferioare (în portugheză escudeiro) și a trăit la curtea regelui portughez.
Diogo Dias a avut trei frați, pe faimosul Bartolemeo, precum și pe Péro și pe Alvaro. Péro l-a însoțit pe Bartolomeo în prima sa călătorie, iar Diogo a avut funcția de căpitan al flotei lui Pedro Álvares Cabral. Bartolomeu și Diogo ar fi putut avea aceeași vârstă.

## Călătoriile de explorare

### Prima călătorie de descoperire

#### August 1487 (Lisabona) – decembrie 1488 (Lisabona)[3]

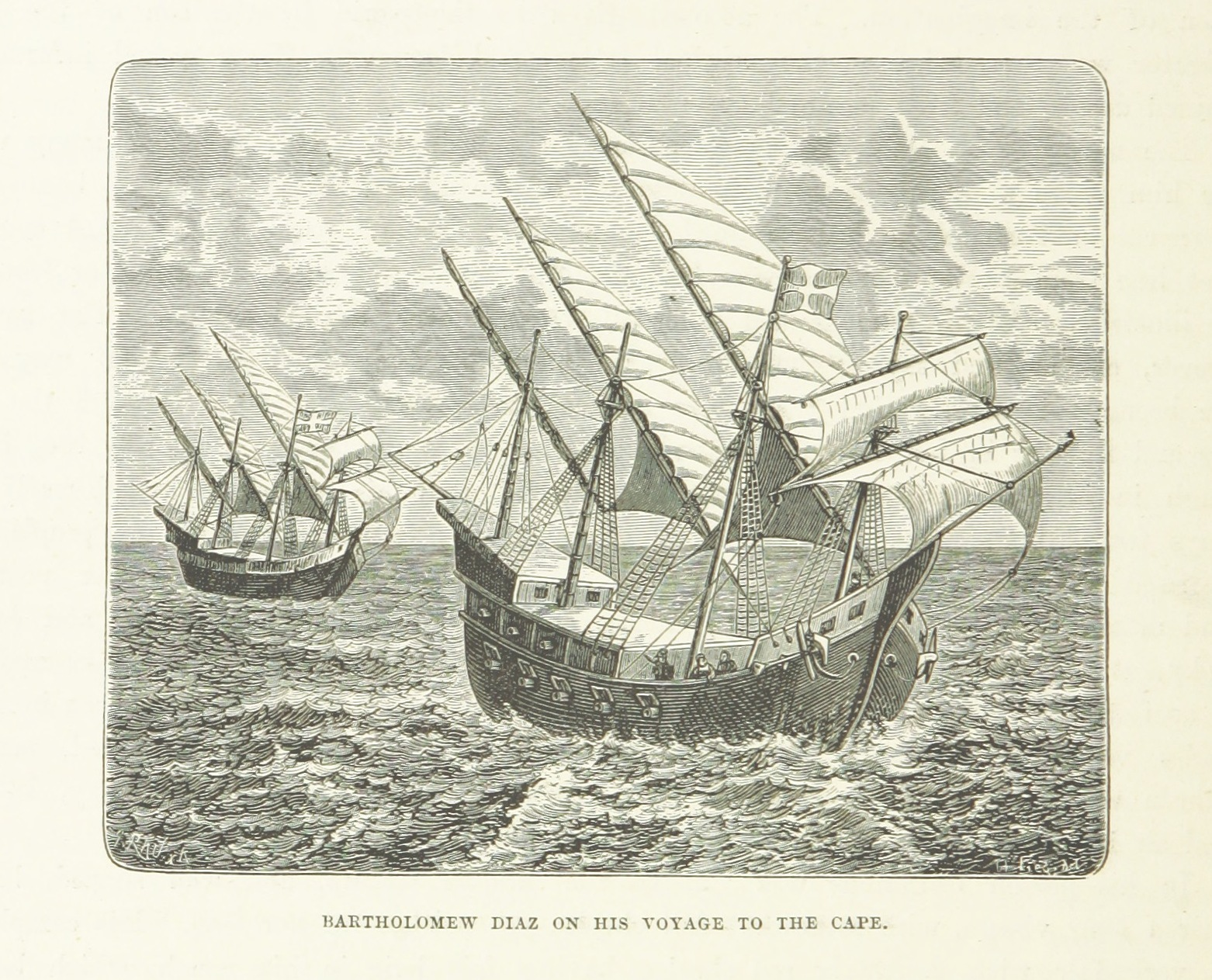
Ilustrare a 2 caravele ale călătoriei lui Bartolomeo Dias: São Cristóvão în prim plan, în spatele São Pantaleão (desen din 1887)

Trei caravele (sub comanda fratelui său Bartolomeo Dias de pe nava amiral São Christovão, cu João Infante în calitate de căpitan al São Pantaleão și cu Diogo Dias - pe nava de aprovizionare) au plecat inițial cu obiectivul să navigheze în jurul capului sudic al Africii și să ajungă în India portugheză. Este controversat dacă Bartolomeo Dias a ridicat un padrão (stâlp) înalt de 3,30 metri în Golful Lüderitz (în portugheză Angra dos Ilheós în decembrie 1487, „Golful Insulelor”), sau – ceea ce este mai probabil – abia la călătoria de întoarcere, pe 25 iulie 1488. Dias a numit locul Terra de Santa Bárbara; pe 8 decembrie au descoperit Walvis Bay (în portugheză Golfo de Santa Maria da Conceição), unde fratele său Diogo Dias a rămas în urmă cu nava sa din motive de siguranță. Pe 23 decembrie 1487 au ajuns în Golful Hotentot (în portugheză Golfo de Santa Vitória; Insula Neglectus; 26° 21′ 21′′ S, 14° 57′ 31′′ V), iar pe 26 decembrie 1487 - în Golful Elisabeta. Armada a ajuns la Mossel Bay, care se află la aproximativ 400 km la est de Capul Bunei Speranțe, pe 3 februarie 1488, și inițial a ratat capul. În Golful Algoa, pe 12 martie 1488, echipajul a construit următorul (sau primul) padrão, de data aceasta dedicat lui São Gregorio. În martie 1488, flota a ajuns la râul Great Fish sau Keiskamma (în portugheză Rio do Infante, numit după al doilea căpitan). Confruntat cu proviziile pe terminate și cu un echipaj epuizat, Dias a decis să se întoarcă.
Pe 6 iunie 1488, următorul Padrão a fost înălțat la Cape Point, la 2 km la est de Capul Bunei Speranțe. A fost dedicat lui São Felipe. Abia în călătoria de întoarcere, flota a descoperit acest cap, care, conform experiențelor anterioare ale lui Dias, a fost numit „Capul furtunos” (în portugheză Cabo tormentoso). Regele Ioan al II-lea l-a numit eufemistic Capul Bunei Speranțe (în portugheză Cabo de boa esperança). În sudul golfului Walvis, Bartolomeo Dias a găsit din nou nava de aprovizionare, care mai avea doar patru oameni pe ea, inclusiv pe Diogo Dias. După 16 luni și 17 zile, flota a ajuns din nou la Lisabona.

### A doua călătorie de descoperire

#### 8 iulie 1497 (Restelo/Belem, Lisabona) – 10 iulie 1499/9 decembrie 1499 (Lisabona)
Căpitanul general Vasco da Gama l-a luat pe Diogo Dias pe São Gabriel ca scrib (în portugheză escrivão), cu Paulo da Gama având comanda pe São Rafael, Nicolao Coelho - pe Berrio și Gonçalo Nunez - pe nava de aprovizionare și un echipaj total de maxim 170 de persoane. Au ajuns în Insulele Canare pe 15 iulie 1497, la Capul Verde pe 23 iulie, iar continentul african s-a ivit pe 8 noiembrie 1497, ajungând la râul Berg, la 60 km nord de orașul Cape Town de astăzi. După o scurtă perioadă de repaus au pornit din nou, pe 16 noiembrie 1497, iar două zile mai târziu au ajuns la Capul Bunei Speranțe. După un alt popas, ei și-au continuat călătoria pe 8 decembrie 1497. După ce flota a ajuns la Calicut, pe 24 iunie 1498, Diogo Dias a fost însărcinat să transmită un mesaj regelui local. Pe 26 august 1498, o ambarcațiune locală a adus vești flotei portugheze că Diogo Dias va rămâne cu regele ca prizonier și nu se va întoarce până când Armada nu își eliberează prizonierii. După ce Dias s-a întors pe 27 august 1498, călătoria a putut fi continuată.
Călătoria de întoarcere a început pe 8 octombrie 1498, cu o escală pe 3 ianuarie 1499 la Mogadishu (în portugheză Magadoxo). Coelho a fost primul care a ajuns la Lisabona, după o călătorie de doi ani, pe 10 iulie 1499, iar Vasco da Gama s-a întors pe 9 decembrie 1499. Doar 55 de marinari au început drumul înapoi spre casă.

### A treia călătorie de descoperire

#### 9 martie 1500 (Lisabona) – 23 iunie/27 iulie 1501 (Lisabona)

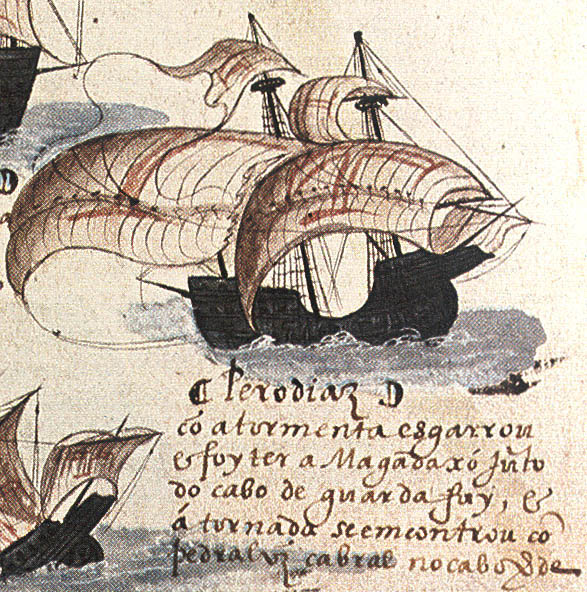
Nava lui Diogo Dias, detaliu din Livro das Armadas/Memória das Armadas (Academia de Ciencias de Lisboa)

Pe 15 februarie 1500, noul rege Manuel I l-a însărcinat pe Pedro Álvares Cabral să construiască o așezare întărită și un post comercial în Sofala, Mozambic, în drum spre India. Flota lui Cabral era formată din 13 caravele cu un echipaj de peste 1.000 de oameni, dintre care Bartolomeo Dias și fratele său, Diogo Dias, comandau fiecare câte una. Din cauza lipsei vântului, flota s-a deplasat departe spre vest și a descoperit Brazilia, aproape de Porto Seguro pe 21 aprilie 1500. Călătoria către India a început în mai 1500. Navigând spre sud, Diogo Dias a fost primul european care a descoperit insulele La Réunion și Insulele Mascarene, la est de Madagascar, în iulie 1500. Până la abandonarea lor în 1575, portughezii au folosit aceste insule ca stațiuni pentru apă dulce și aprovizionare pentru navele lor în drum spre Goa (Velha Goa, Vechea Goa, nu cea care deține azi acel nume) din India și Malacca în Malaysia actuală. Pe 10 august 1500, Diogo Dias, despărțit de flotă, a descoperit insula Madagascar, pe care o considera parte din continentul Africii și a numit-o „Sfântul Laurențiu” (în portugheză São Lourenço).
Armada decimată, condusă de Cabral, a început călătoria de întoarcere spre Portugalia din Cannanore (Kannur) pe 31 ianuarie 1501, care, la fel ca și călătoria de dus, nu a fost lipsită de dificultăți. Subalternul lui Cabral, Sancho de Tovar, a naufragiat pe un banc de nisip de lângă Melinde pe 12 februarie 1501, fără ca alte vieți să fie pierdute. Pe 21 mai 1501 au ocolit Capul Bunei Speranțe, care a fost din nou furtunos, unde, pe 29 mai 1500, Bartalomeo Dias s-a scufundat în furtună și flota s-a împrăștiat. Nava lui Diogo Dias a explorat coastele Somaliei și apele Oceanului Indian la intrarea în Marea Roșie. Nicolao Coelho a mers înainte și a ajuns la Lisabona pe 23 iunie 1501, Cabral a acostat pe 21 iulie 1501, iar Sancho de Tovar, Péro Ataide și Diogo Dias au sosit pe 27 iulie 1501. În total, erau doar 500 de supraviețuitori în șapte nave. Jaime Cortesão a raportat că Diogo a ajuns din nou la Lisabona cu doar șapte supraviețuitori din echipajul său original.

## Viața ulterioară
După întoarcerea sa în 1502, regele portughez Manuel I a confirmat pensia anuală acordată deja lui Diogo Dias de predecesorul său Ioan al II-lea și calitatea de membru al Ordinului Cavalerilor din Santiago. Nu se știe nimic despre viața ulterioară a lui Diogo Dias; el nu mai este menționat în scrierile istorice. O hartă a coastei de est a Africii desenată de Alberto Cantino în octombrie 1502 (în portugheză Planisfério de Cantino) arată rezultatele rapoartelor de călătorie ale lui Diogo Dias, descoperirea sa „São Lourenço” fiind înlocuită cu numele fantastic al lui Marco Polo „Madeigascar” sau „Madagascar”. Se spune că Diogo Dias a întreprins o expediție în Comore în 1505, care era cunoscută încă de la raportul lui Pêro da Covilhã din 1490. Cu toate acestea, această unică sursă este contrazisă de majoritatea istoricilor care stabilesc anul morții lui Diogo Dias ca fiind 1501/1502.